# Orocharis tibialis
Orocharis tibialis är en insektsart som beskrevs av Henri Saussure 1897. Orocharis tibialis ingår i släktet Orocharis och familjen syrsor. Inga underarter finns listade i Catalogue of Life.